# Planicapitus luteus
Planicapitus luteus – gatunek pluskwiaka z rodziny tasznikowatych i podrodziny Isometopinae. Jedyny z monotypowego rodzaju Planicapitus. Zamieszkuje wilgotne lasy równikowe Borneo.

## Taksonomia
Rodzaj i gatunek typowy opisane zostały po raz pierwszy w 2020 roku przez Artura Taszakowskiego, Kim Junggona i Aleksandra Herczka na łamach „ZooKeys” w publikacji współautorstwa Claasa Damkena, Rodzaya A. Wahaba i Jung Sunghoona. Jako miejsce typowe wskazano dolinę Danumu, 70 km na zachód od Lahad Datu, w malezyjskim stanie Sabah. Nazwa rodzajowa to połączenie łacińskich słów planus czyli „płaski” i caput, capitis czyli „głowa”. Z kolei epitet gatunkowy oznacza po łacinie „żółty”.

## Morfologia

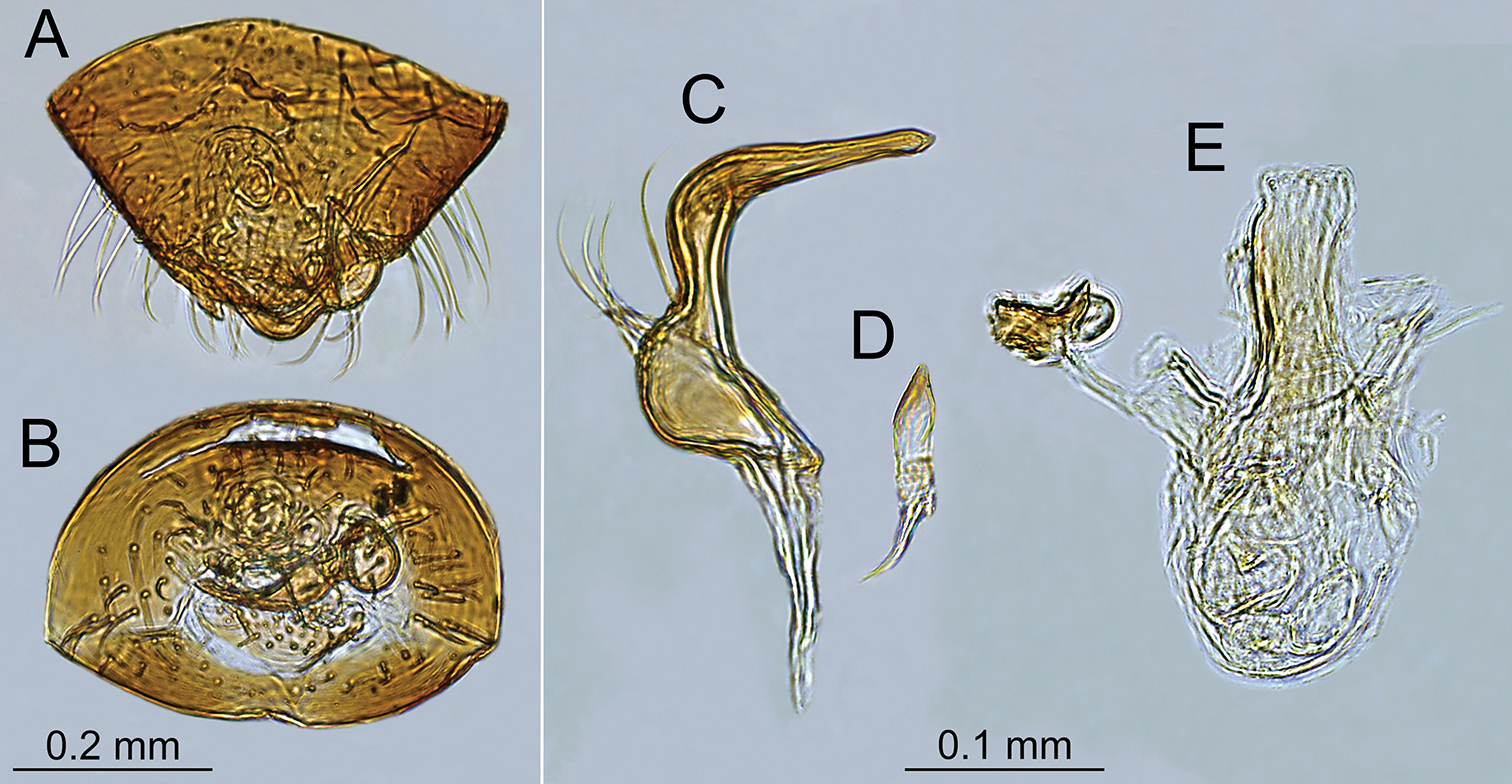
Genitalia samca. A i B: kapsuła genitalna w widoku grzbietowym i ogonowym, C: lewa paramera, D: prawa paramera, E: edeagus

Pluskwiak o owalnym, lekko wydłużonym ciele długości 2,6 mm i szerokości około 1,2 mm. Oskórek ma błyszczący, porośnięty jasnobrązowymi, półwzniesionymi szczecinkami. Głowa jest półtorakrotnie wyższa niż szeroka, spłaszczona, niepunktowana, pomarszczona, ubarwiona żółtobiało z ciemnobrązowymi plamkami na białawym czole, rudożółtymi oczami złożonymi, pomarańczowym ciemieniem i cienkimi, żółtawymi czułkami. Kłujka sięga w spoczynku do trzeciego segmentu odwłoka. Przedplecze jest wyraźnie punktowane, po bokach żeberkowane, ubarwione żółto z półprześwitującymi bokami. Jego obrączka apikalna ma szereg punktów. Śródplecze jest żółte z wysklepioną, szerszą niż dłuższą, żółtawobrązową tarczką o białym wierzchołku. Pleury tułowia są żółtawobrązowe z czerwonym paskiem. Półpokrywy są żółtawe z dwoma białawymi kropkami pośrodku i jasnoszarą zakrywką. Ujścia gruczołów zapachowych zatułowia są uwypuklone i pokryte drobnymi kolcami. Odnóża mają białawe biodra, żółtobiałe z brązowymi kropkami uda, żółte z ciemnobrązowymi kropkami golenie i dwuczłonowe, żółte stopy zwieńczone pazurkami bez ząbków wierzchołkowych. Odwłok jest ciemnobrązowy z jasnożółtym segmentem genitalnym. Genitalia samca mają trapezowatą kapsułę, kosowatą z wydłużonym wyrostkiem szczytowym paramerę lewą, bardzo małą i sztyletowatą paramerę prawą oraz błoniasty edeagus ze słabo zesklerotyzowaną ścianą grzbietową falloteki i woreczkowatą endosomą.

## Ekologia i występowanie
Owad orientalny, endemiczny dla Borneo, znany tylko z lokalizacji typowej w malezyjskim stanie Sabah. Spotykany w nizinnym wilgotnym lesie równikowym, w piętrze podszytu.